# Яндола

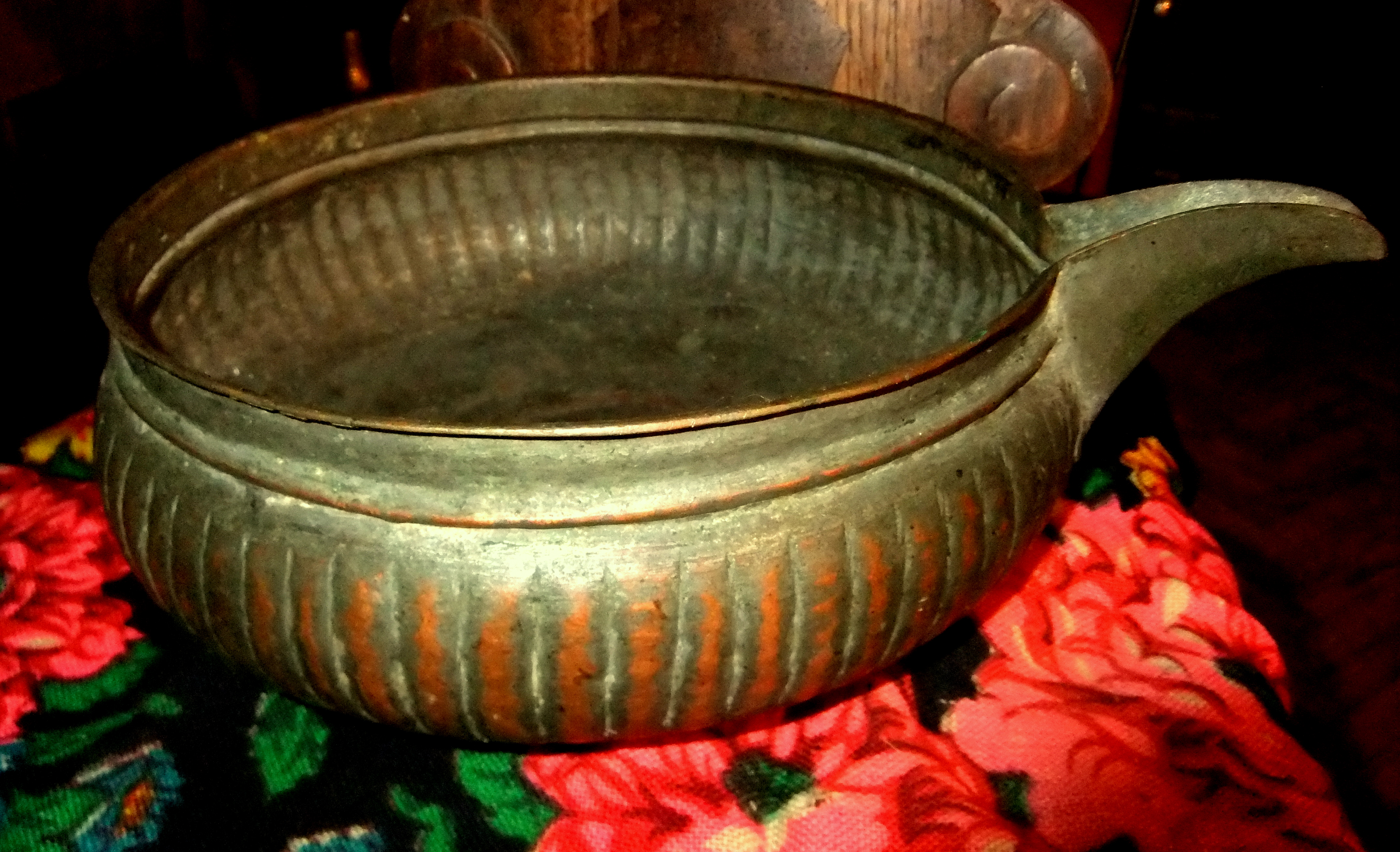
Мідяна яндола, 1910 рік

Яндола́, яндила́, яндо́ва — старовинна посудина, що має вигляд великої довгастої миски з носиком і з двома вушками на краях. Вважається різновидом братини. Використовувалась за часів Київської Русі для розливання напоїв на бенкетах.

## Етимологія
Слово яндола («яндила», «яндова») вважають запозиченням з балтійських мов і порівнюють з лит. indaujá («шафа для посуду») утвореного від iñdas («посудина»). Литовське iñdas виводять з приставки in- («у», «в», пор. прасл. *vъn) та праіндоєвроп. кореня *dhē- («поміщати», пор. укр. «діти», «дівати»). Деякі мовознавці припускають питомо слов'янське походження, наводячи за приклад старопол. janduɫa («кубок»), але не виключене, що воно може походити від того ж литовського indaujá. Малопереконлива версія походження слов'янського слова від монгольського qundaga («посудина для пиття»).

## Опис
Яндоли існували різного об'єму: у відро (12 л), у піввідра (6 л). Їх робили у вигляді лодії, качки, півня, гуски. Матеріалом слугувала деревина твердих порід: дуб, клен, береза, найкращі яндоли виходили з деревини капу. Дорогі яндоли виробляли із золота, срібла, прикрашали коштовним камінням, карбуванням. Посудина доповнялася маленькими ковшиками, що підвішувалися за гачки до її крайок.
Пили гості з одної яндоли, черпаючи напій кожен своїм ковшиком.

## Згадки в літературі
|  | Незабаром молодиці почали насипати в здорові миски та яндоли страву й ставили по дошках... — І. С. Нечуй-Левицький «Старосвітські батюшки та матушки» |

|  | ...Припав Циган до маслянки, Яндилу кінчає... Аж тут кума вареники З печи висуває... — С. В. Руданський «Співомовки» |

## Інші значення
Яндолою також звалося покриття для вулика і заглибина на поверхні будь-чого (у російській мові «ендовою» зветься розжолобок покрівлі).

## Джерело
- Ендова // Толковый словарь живого великорусского языка / авт.-сост. В. И. Даль. — 2-е изд. — СПб. : Типография М. О. Вольфа, 1880—1882. (рос.)
- Большой энциклопедический словарь enc-dic.com [Архівовано 4 січня 2015 у Wayback Machine.]